# NGC 3504
NGC 3504 (другие обозначения — UGC 6118, MCG 5-26-39, ZWG 155.49, KUG 1100+282, IRAS11004+2814, PGC 33371) — спиральная галактика с перемычкой в созвездии Малый Лев.
Этот объект входит в число перечисленных в оригинальной редакции «Нового общего каталога».
В галактике вспыхнула сверхновая SN 1998cf типа II. Её пиковая видимая звёздная величина составила 18,2
Галактика NGC 3504 входит в состав группы галактик NGC 3504. Помимо NGC 3504 в группу также входят NGC 3380, NGC 3400, NGC 3414, NGC 3418, NGC 3451, NGC 3512, UGC 5921 и UGC 5958.